# چهره (فیلم ۱۹۵۸)
چهره (به سوئدی: Ansiktet) فیلمی سوئدی در ژانر جنایی و درام به کارگردانی اینگمار برگمان محصول سال ۱۹۵۸ است.

## داستان فیلم
در قرن نوزدهم، شعبده‌بازی به‌نام «آلبرت امانوئل فوگلر» (فون سیدو) با گروهی سیار وارد شهر کوچکی در سوئد می‌شود که مردمش اعتقادی به جادو ندارند. گروه با راهنمائی «فوگلر» شروع به بازی با ذهنیت میزبانان‌شان می‌کنند و زندگی آرام و آسوده آنان را برهم می‌زنند…

## دربارهٔ فیلم
تأثیرات ادبی در گوشه و کنار آثار برگمان ردیابی شده‌اند اما گاه شباهت‌ها بسیار روشن هستند. چهره الهام گرفته از فضای رمان قصر، نوشته فرانتس کافکاست: خانه میان راه، کالسکه‌ای که شب هنگام وارد می‌شود، ضیافت و عشق‌ورزی مستخدمان، تحقیرها و… همه دنیای پرابهام کافکا را باز یم‌تابانند و میزانسن گوتیک و تیره‌وتار برگمان هم مکمل فضاست فیلمی دربارهٔ نقاب‌هائی نامحسوس که آدم‌ها بر چهره دارند و با آن دیگران را می‌فریبند. با بازی درخشان فون سیدو در نقش شعبده‌بازی ماهر ولی تهی‌دست و مطرود که در شهری کوچک، بلوا به‌پا می‌کند. پایان فیلم که در آن توهم و واقعیت در هم می‌آمیزند، مردگان احضار می‌شوند و کابوس عینیت می‌یابد، ترکیب درخشانی از کمدی و هراس است که در نهایت به ستایشی تمام عیار از هنر نمایش و بازیگری و اسرار بی‌پایان آن بدل می‌شود. تولین، بیورنستراند و آندرسون جوان نیز در نقش‌های دیگر فیلم تماشائی و جذابند. نام دیگر فیلم ساحر است.